# 舌蟲屬

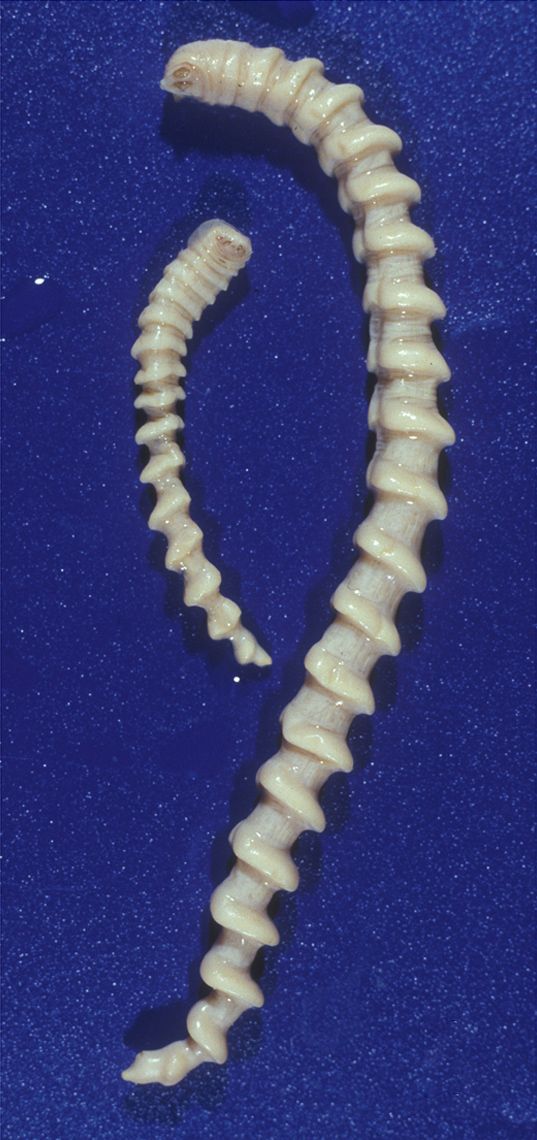
典型的舌蟲。左為雄性，右為雌性。

舌蟲屬（學名：Armillifer），又稱蛇舌状虫属、舌形蟲、五角口蟲，是顎足綱舌形亞綱（舊作五口動物門）之下的一個属。本屬物種主要感染各種毒蛇和非洲巨蟒；但人類也可能透過攝食生蛇肉、受蟲卵汙染的水、喝下泡有蛇的藥酒等遭受感染。

## 物種
本屬包括下列各物種：
- Species Armillifer aborealis Riley & Self, 1981
- 百步蛇舌蟲 Armillifer agkistrodontis Self & Kuntz, 1966[7]：又名尖吻蝮蛇舌状虫[2]。
- 手鐲狀舌蟲（英语：Armillifer armillatus） Armillifer armillatus（英语：Armillifer armillatus） Wyman, 1845：又名腕带蛇舌状虫[2]或腕帶狀洞頭蟲。
- 澳大利亚蛇舌状虫 Armillifer australis[2]:84
- Armillifer grandis Hett, 1915
- Armillifer mazzai (Sambon, 1932)
- 串珠蛇舌状虫 Armillifer moniliformis (Diesing, 1835)[2]
- Species Armillifer yoshidai Kishida, 1928

異名：
- Species Armillifer brumpti Giglioli, 1922：今屬Gigliolella屬，作Gigliolella brumpti (Giglioli, 1922)